# Master Serie (Tri Yann)
Master Serie est une compilation du groupe Tri Yann parue le 21 décembre 1986 et distribuée par PolyGram.
La compilation comprend quatorze titres, dont deux inédits. L'album est certifié « Disque d'or » le 14 avril 1998.

## Titres
| No  | Titre                                                                           | Durée |
| --- | ------------------------------------------------------------------------------- | ----- |
| 1.  | Eguinane (Tri Yann/Traditionnel)                                                | 4:13  |
| 2.  | Pelot d'Hennebont (Tri Yann/Traditionnel)                                       | 3:12  |
| 3.  | La Découverte ou l'ignorance (Morvan Lebesque - Tri Yann)                       | 3:20  |
| 4.  | La Jument de Michao (Tri Yann/Traditionnel)                                     | 3:10  |
| 5.  | Kiss the Children for me Mary (Tri Yann/Traditionnel)                           | 3:40  |
| 6.  | Kan ar kann (Tri Yann/Traditionnel)                                             | 5:17  |
| 7.  | Si mort a mors (Anonyme/Tri Yann - Traditionnel)                                | 3:14  |
| 8.  | An Tourter (Visant Seité - Tri Yann)                                            | 4:34  |
| 9.  | La Ville que j'ai tant aimée (Tri Yann - Phil Coulter)                          | 3:54  |
| 10. | Guerre, guerre, vente vent (Jean-Paul Jehanno - Traditionnel/Tri Yann)          | 3:32  |
| 11. | Chanson à boire (Georges Bataille/Tri Yann)                                     | 3:13  |
| 12. | Cheveux d'or (Tri Yann - Traditionnel)                                          | 3:45  |
| 13. | An Distro euz a vro-zaoz (Tri Yann/Traditionnel)                                | 10:26 |
| 14. | La complainte de Yuna Madalen - Les Chevaux du Méné Bré (Tri Yann/Traditionnel) | 7:10  |